# Vlag van oblast Oeljanovsk
De vlag van oblast Oeljanovsk is in gebruik sinds 26 december 2013. De vlag is een dubbelzijdig rechthoekig blauw paneel met een verhouding van de breedte van de vlag tot zijn lengte van 2:3, met een witte kolom in het midden weergegeven met een hoofdletter en een basis op een voetstuk, bekroond met een keizerlijke kroon, gemaakt in geel, wit en paars, met blauwe linten die zich uitstrekken tot aan de zijkanten. De totale hoogte van de samenstelling van de vlag is 9/10 van de breedte van het paneel. De vlag is gelijk aan het wapenschild.

## Eerdere vlag
De eerdere vlag doet denken aan de Russische vlag en heeft drie witte, blauwe en rode strepen. In tegenstelling tot de Russische vlag vormt de witte streep het hoofdveld van de vlag, 2/3 van de hoogte van de hijs. De blauwe en rode strepen zijn elk 1/6 van de hoogte van de hijsband. Aan de bovenkant heeft de blauwe streep golven, gescheiden van het wit door omlijnen van wit en blauw. De onderste streep is rood. Wit symboliseert zuiverheid, adel en vrede. Blauw staat voor het water van de rivier de Wolga. Rood staat voor de rijke geschiedenis van de regio. In het midden van de witte streep staat het wapen van de oblast met een zilveren zuil. Twee leeuwen zijn supporters en een kroon topt het wapen. De vlag was op 3 maart 2004 aangenomen. Het ontwerp was van Nikolaj Sergejev.
Deze vlag wordt niet opgenomen in het vlaggenregister van de Nationaal Heraldisch Register van de Russische Federatie omdat ze zich niet aan de regels van de vlaggenleer houden. Er is een overgangsperiode ingesteld tot 1 januari 2016, waarin het gebruik van deze vlag is toegestaan.